# Alida Louisa Thomas
Alida Louisa Thomas (Surabaya, 29 november 1895 – Arnhem, 18 december 1987) was een Nederlands kunstschilderes en tekenares.

## Levensloop
Ze was de dochter van ambtenaar Emil Thomas en zijn vrouw Christina Snellen. Ze woonde in Purbalingga op Java tot ze in juni 1905 bij haar grootouders ging wonen in Chaam in de Nederlandse provincie Noord-Brabant. In 1908 woonde ze in bij haar oom en tante, George Snellen en Anna Elisabeth de Lange, eveneens in Chaam. In september 1908 verhuisde het gezin Snellen-de Lange naar Teteringen bij Breda. In juni 1910 werd het gezin Thomas-Snellen weer herenigd toen het werd ingeschreven in de gemeente Teteringen.
Midden jaren '20 volgde Thomas een opleiding aan de Rijksakademie van beeldende kunsten in Amsterdam. In oktober 1926 verhuisde ze naar Den Haag. In augustus 1927 keerde ze weer terug naar Breda, waar ze tot zeker 1969 bleef wonen. In Breda nam ze regelmatig deel aan tentoonstellingen van de Bredasche Kunstkring. Van 1944 tot 1969 was ze lid van Teekengenootschap Pictura in Dordrecht.

## Werk
Thomas werkte in een figuratieve stijl. Tot haar onderwerpen behoren landschappen, stillevens, portretten en genrestukken.
- Biografisch Portaal: 85805515
- RKD-Nederlands Instituut voor Kunstgeschiedenis: 109528